# That's Lobstertainment!
«That's Lobstertainment!» (укр. «Кіно і лобстери») — восьма серія третього сезону анімаційного серіалу «Футурама», що вийшла в ефір у Північній Америці 25 лютого 2001 року.
Автор сценарію: Патрик Верроне.
Режисер: Брет Гааланд.

## Сюжет
Після прикрого провалу в амплуа естрадного коміка, доктор Зойдберґ розповідає колегам про свого старого дядечка Гарольда Зойда — в минулому, зірку німого голографічного кіно. Зойдберґ пише дядькові листа з проханням допомогти йому досягти успіхів у жанрі естрадного гумору. Сам Гарольд Зойд (який сподівається, що його племінник є заможним), вбачає в цьому шанс почати нове життя в кінематографі. Вся команда вирушає у Голлівуд.
Під час автобусної екскурсії Бендер пробирається в дім Калькулона і влаштовується при ньому роботом-нагрівачем («Бойлером»). Незабаром Зойдберґ зустрічається зі своїм дядьком у фешенебельному ресторані. Гарольд рекомендує племінникові покинути мрії про комедію і фінансувати драматичну кінострічку, що він має намір поставити. Сума, якої потребує постановка, — мільйон доларів. Як завжди, сповнений блискучих ідей, Бендер пропонує Калькулону знятися в майбутньому фільмі, за умови, що той фінансуватиме картину сам. Спочатку Калькулон відмовляється, але дізнавшись, що сценарій написав його кумир Гарольд Зойд, і після запевнянь Бендера в тому, що він отримає «Оскара», погоджується.
Фільм (його назва «Чудова трійця») розповідає про сина віце-президента Землі (Калькулон), який не бажає йти по стопах свого батька — президента Землі (Гарольд Зойд). Проте фільм (знятий Гарольдом у звичній для нього манері — за канонами німого кіно) провалюється — під час прем'єри вся аудиторія залишає залу. Розлючений Калькулон погрожує вбити Бендера, Зойдберґа і Гарольда, якщо вони не знайдуть спосіб отримати для нього «Оскара».
Зойдберґ із Бендером вирушають на церемонію вручення нагород, а Фрай і Ліла тим часом, шукаючи місце для парковки корабля, провалюються в асфальтове озеро Ла Бреа. Коли на церемонії черга доходить до номінації «Найкращий актор», Зойдберґ викидає зі сцени ведучого (голову Біллі Крістела) і займає його місце. Він висуває п'ятим номінантом Калькулона. Але побачивши смуток в очах свого дядька через неможливість повернути минулу славу, раптово оголошує переможцем його. Калькулон, послухавши виступ Гарольда Зойда, вирішує не вбивати його, а натомість докласти зусиль, щоби заробити «Оскара» чесно. Наприкінці серії Фраю і Лілі вдається звільнитися з асфальтового озера, і їх навіть допускають на церемонію, прийнявши скелет, який вони притягли з собою, за Сільвестра Сталлоне.

## Послідовність дії
- Конферансьє на конкурсі естрадного гумору, а також один з гостей на церемонії вручення «Оскарів» належить до водяної раси трисоліанців, вперше показаних у серії «My Three Suns».
- В цій серії повідомляється, що батьками Зойдберґа є такі собі Норм, Сем і Седі.

## Критика
Згідно з коментарем до DVD, більшістю прихильників серіалу ця серія визнана найгіршою, імовірно через зосередженість сюжету на Зойдберґові.

## Пародії, алюзії, цікаві факти
- Стиль виступу Зойдберґа на естраді багато в чому нагадує манери єврейського американського коміка, народженого в Україні, Якова Смирнова.
- Команда «Міжпланетного експреса» дивиться німий фільм за участю Гарольда Зойда, записаний на відеоплатівку, яка називається голодиск — алюзія на HVD-диск та лазердиск. Діаметр голодиска утричі більший за лазердиск, а програвач голодисків будовою та розмірами нагадує грамофон.
- Гарольд Зойд у молодості дуже нагадує зірку німого кіно Гарольда Ллойда (включно з окулярами і канотьє), але стилістично його фільми є радше алюзією на іншого актора тієї епохи — Бастера Кітона (а також деяких інших). Гарольд Зойд зауважує, що його слава закінчилася із винайденням «нюхоскопу», так само як більшість зірок німого кіно лишилися без роботи після впровадження звукового.
- У майбутньому голова Мела Гібсона грає у фільмі «Хоробра голова» (англ. Bravehead) — пародія на «Хоробре серце» (англ. Braveheart).
- Заголовок фільму «Чудова трійця» пародіює відому картину «Чудова сімка».
- Коли Гарольд Зойд у власному фільмі гине, з'являється Зойдберг і вигукує фразу: «Президент помер. Прийміть вітання, містере Президенте!». Ця фраза є алюзією на всесвітньо відому фразу «Король помер. Нехай живе король!».
- Назви інших фільмів, що номінуються на «Оскара», також пародіюють заголовки відомих голлівудських картин: «Зоряний Шлях: Покоління Пепсі», «Білосніжка і сім 7-Up-ів», «Венеріанський купець», «Якою бежевою була моя куртка» та ін
- Питання Калькулона «Чи є у вас додатковий рядок GOTO 10?» відсилає до мови програмування «BASIC».
- У Голівуді зустрічаються такі написи:
  - 30th Century Fox — алюзія на Двадцяте сторіччя Фокс
  - Hugo Bott —  алюзія на Hugo Boss
  - Calvin Klone — алюзія на Келвіна Кляйна
  - Universal Studios — алюзія на Universal Pictures
  - Parallel Universal Studios — алюзія на Paramount Pictures

## Особливості українського перекладу
- У серії згадується напій «Жвавчик» — пародія на «Живчик», напій фірми «Оболонь»